# Celastrus stylosus
Celastrus stylosus är en benvedsväxtart som beskrevs av Nathaniel Wallich. Celastrus stylosus ingår i släktet Celastrus och familjen Celastraceae. Utöver nominatformen finns också underarten C. s. puberulus.